# Sofiouest
Sofiouest est une société d’investissement détenue par le Groupe SIPA Ouest-France, le Crédit mutuel Arkéa et des actionnaires physiques.
Ancienne société d'édition du journal Ouest-France, puis propriétaire de Spir Communication, elle devient en 2016 une société d'investissement centrée sur de nouveaux secteurs.

## Histoire

### De 1954 à 1990: la société d'édition d'Ouest-France
À sa création en 1954, Sofiouest est la société d'édition du journal Ouest-France jusqu'en avril 1990 où elle cède les actifs du journal désormais protégés par l'Association pour le soutien des principes de la démocratie humaniste.

### De 1991 à 2016: ère Spir Communication
L'année suivante, en 1991, la société d'investissement devient l'actionnaire majoritaire de Spir Communication. Celle-ci fusionne en 1996 avec la SA Le Carillon, une autre filiale de presse gratuite lui appartenant. L'activité principale est celle de la presse gratuite adossée à de la publicité.
En 2002, Spir Communication et Sofiouest s'associent au groupe norvégien Schibsted pour lancer une version française de 20 Minutes.
En 2010, elle cède ses parts dans le site web Leboncoin (qu'elle a cofondé avec Schibsted),
À partir de 2016 jusqu'en 2017, les activités de la filiale Spir Communication sont placées en redressement judiciaire. Cela constitue un tournant pour Sofiouest qui s'est séparée d'actifs comme Logic-Immo.com, Carboat Media ou Regicom ,,,.

### Depuis 2016: de nouveaux investissements
Entre 2016 et 2018, Sofiouest a investi dans six start-ups selon La Lettre.
À compter de 2019, la société d'investissement décide de diversifier ses actifs et investit désormais dans les start-ups, le capital développement et l'immobilier. Ainsi l'année suivante, en 2021, elle enregistre selon La Lettre un « bénéfice record »,,,,. La même année, elle cède sa participation dans le média 20 minutes à sa société mère, SIPA Ouest-France,.
En 2023, Sofiouest se restructure avec deux filiales : l'une réservée à ses opérations de capital investissement, l'autre à ses investissements immobiliers. Elle enregistre une perte de 6 millions d'euros,.
En 2024, la société d'investissement demeure déficitaire. Elle possède 140 millions d'actifs sous gestion,.

## Organisation

### Direction
- Paul Museux (2002-2009)[21]
- Gilles Moutel (2009-2012)[21],[22]
- François Régis Hutin (2012-2014)
- Georges Coudray (2014-2017)
- Patrice Hutin (2017-2024)[20]
- Florian Denys (depuis 2024)[20]

Patrice Hutin est le président du conseil d'administration depuis 2024.

### Actionnariat
Sofiouest a pour actionnaire principal le Groupe Sipa - Ouest-France, viennent ensuite le Crédit mutuel Arkéa et des particuliers, issus des familles actionnaires historiques de Ouest-France.

## Modèle économique

### Chiffre d'affaires
Selon les données tirées de la presse économique et de Pappers  (en euros) :
| Année | 1990 | 1991 | 1992 | 1993 | 1994 | 1995 | 1996 | 1997 | 1998 | 1999 | 2002 | 2001 | 2022 | 2003 | 2004 | 2005 | 2006 | 2007 | 2008,        |
| ----- | ---- | ---- | ---- | ---- | ---- | ---- | ---- | ---- | ---- | ---- | ---- | ---- | ---- | ---- | ---- | ---- | ---- | ---- | ------------ |
| CA    | N/A  | N/A  | N/A  | N/A  | N/A  | N/A  | N/A  | N/A  | N/A  | N/A  | N/A  | N/A  | N/A  | N/A  | N/A  | N/A  | N/A  | N/A  | 676 millions |

| Année | 2009         | 2010 | 2011 | 2012 | 2013 | 2014 | 2015 | 2016      | 2017      | 2018      | 2019 | 2020 | 2021 | 2022 | 2023 | 2024 |
| ----- | ------------ | ---- | ---- | ---- | ---- | ---- | ---- | --------- | --------- | --------- | ---- | ---- | ---- | ---- | ---- | ---- |
| CA    | 675 millions | N/A  | N/A  | N/A  | N/A  | N/A  | N/A  | 1 083 000 | 1 047 000 | 1 345 000 | N/A  | N/A  | N/A  | N/A  | N/A  | N/A  |

### Investissements
Sofiouest a investi dans des start-ups telles que Klaxoon, Lengow et Sellsy (toutes cédées),,.
Elle utilise également le LBO pour investir dans des entreprises telles que Aptic, BH Technologies et Recif (exit en 2024),,.

### Critiques
Selon le Syndicat national des journalistes (SNJ), en 2010, le montage juridique de l'ASPDH a surtout permis de servir des dividendes substantiels aux actionnaires de Sofiouest, qui est souvent présentée comme « la machine à cash du groupe ». La SNJ-Ouest-France dénonçait en 2017 le rachat de filiales déficitaires et le paiement d'importants loyers à la société.
Néanmoins Sofiouest n’a pas distribué de dividendes entre 2018 et 2020.